# Torneo Internazionale Stampa Sportiva
Die Torneo Internazionale Stampa Sportiva war ein früher internationaler Fußballwettbewerb für Vereinsmannschaften.
Dieses Turnier fand 1908 statt und war ein Jahr älter als die berühmtere Sir Thomas Lipton Trophy.
Organisiert von der italienischen La Stampa Sportiva (einer wöchentlichen Sportbeilage der Zeitung La Stampa), bestand das Torneo Internazionale aus Mannschaften aus Italien, Frankreich, der Schweiz und Deutschland. Alle Spiele wurden in Turin ausgetragen. Das Schweizer Team Servette FC gewann am Ende mit einem 3:1-Sieg gegen das italienische Team des FBC Turin.

## Auswirkungen

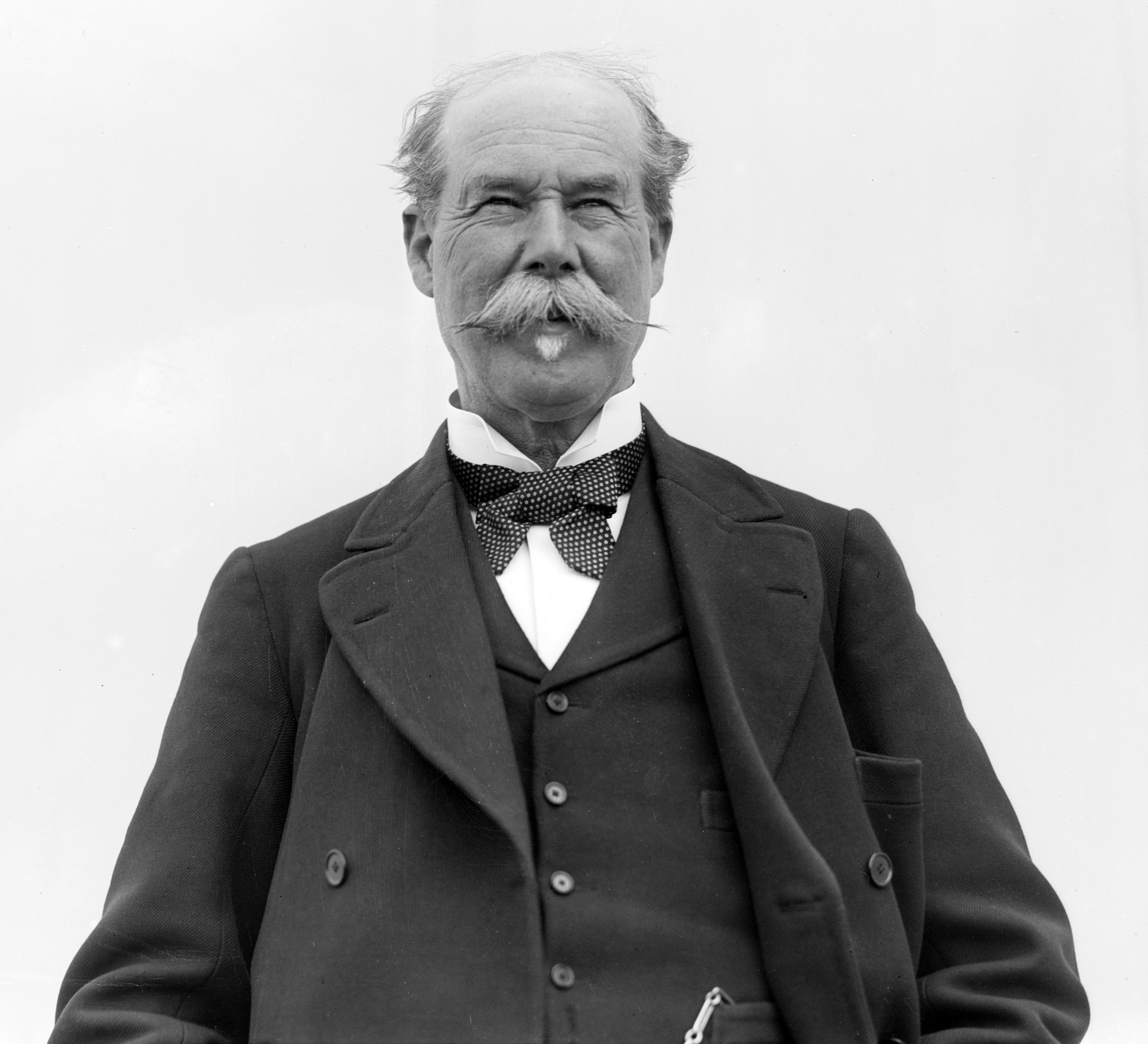
Sir Thomas Johnstone Lipton, Stifter des Nachfolgeturnieres

Die italienischen Fußballbehörden waren zwar mit dem Turnier zufrieden, waren sich jedoch bewusst, dass das Turnier aufgrund der Abwesenheit einer englischen Mannschaft nicht wirklich international war. Der Erfolg des Internationalen Turniers übte jedoch eine solche Faszination aus, dass es Thomas Lipton dazu veranlasste, eine zweite Ausgabe persönlich zu subventionieren und so verkündeten 1908 die Sportzeitungen hämisch die Absicht des schottischen Magnaten, einen Preis von 2.000 Lire auszuloben. Sodann stiftete er, als Dankeschön an die Italiener, die ihn auch geehrt hatten, die Sir Thomas Lipton Trophy und teilte ihnen zugleich mit, dass hinsichtlich der Internationalität er eine englische Mannschaft für die Teilnahme an diesem nächsten neuen Wettbewerb im Jahr 1909 aufstellen würde.
Lipton wollte, dass eine Mannschaft aus der Northern Football League in England nach Turin kommen sollte, und seine Entscheidung führte zur Teilnahme des West Auckland FC aus der Grafschaft Durham an den Turnieren 1909 und 1911. Das Bergmannsteam gewann beide Turniere. West Auckland musste für seine Teilnahme an der Sir Thomas Lipton Trophy eine schwere Strafe hinnehmen. Eine Statue zu ihrem Erfolg steht heute im Zentrum ihres Dorfes.

## Qualifikation
(nur Italien)

### Qualifikations-Halbfinale
| 22. März 1908 | Juventus Turin                                             | 4:1 n. V. | Piemonte FC    | Velodromo Umberto I, Turin |
| 22. März 1908 | Ernesto Borel Giovanni Goccione Domenico Donna Luigi Brusa | Report    | Felice Berardo | Velodromo Umberto I, Turin |

| 29. März 1908 | FBC Turin | 2:1 | Ausonia Milano | Velodromo Umberto I, Turin |
| 29. März 1908 |           |     |                | Velodromo Umberto I, Turin |

### Qualifikations-Finale
| 12. April 1908 | FBC Turin                      | 4:1 n. V. | Juventus Turin | Velodromo Umberto I, Turin |
| 12. April 1908 | Pietro Pozzi Enrico Debernardi | Report    | Domenico Donna | Velodromo Umberto I, Turin |

## Das Turnier

### Teilnehmer
| Team          |
| ------------- |
| US Parisienne |
| Freiburger FC |
| FBC Turin     |
| Servette FC   |

Notiz
1. ↑   Rückzug nach der Niederlage im Halbfinale; ersetzt durch Juventus Turin für das Spiel um Platz 3.

### Erste Runde (Halbfinale)
| 19. April 1908 | Servette FC | 5:3 | Freiburger FC | Turin |
| 19. April 1908 |             |     |               | Turin |

| 19. April 1908 | FBC Turin                           | 4:0 | US Parisienne | Velodromo Umberto I, Turin |
| 19. April 1908 | James Squair Enrico Debernardi pen. |     |               | Velodromo Umberto I, Turin |

### Spiel um Platz 3
| 20. April 1908 | Juventus Turin                  | 4:0    | US Parisienne | Stadio di Corso Sebastopoli, Turin |
| 20. April 1908 | Ernesto Borel Giovanni Goccione | Report |               | Stadio di Corso Sebastopoli, Turin |

### Finale
|  |

| Torneo Internazionale Finale |

| 20. April 1908 17:00 | FBC Turin    | 1:3    | Servette FC           | Velodromo Umberto I, Turin |
| 20. April 1908 17:00 | Pietro Pozzi | Report | Nett Marcel Henneberg | Velodromo Umberto I, Turin |

| Torino Servette |